# Кафе Йости

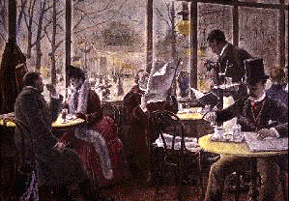
Пауль Хёнигер. «Кафе Йости». 1890

И здесь обосновался Иости! О боги Олимпа! О, если бы вы познакомились с содержанием этого безе! [...] О Афродита, если бы ты возникла из такой пены, ты была бы ещё много слаще. Помещение, правда, тесно и шумно и убрано как пивная. Но доброта всегда одержит верх над красотой; как сельди в бочке, сидят здесь внуки бреннов, и смакуют крем, и щёлкают языком в упоении, и облизывают пальцы.
«Кафе Йо́сти» (нем. Café Josty) — берлинская кондитерская и кофейня. Самым известным филиалом «Кафе Йости» было художественное кафе на Потсдамской площади. «Кафе Йости» работали также в Вильмерсдорфе и Шарлоттенбурге. 27 апреля 2001 года недалеко от своего прежнего места на Потсдамской площади в Sony Center открылся ресторан, носящий это историческое название.
Братья Йости переселились в Берлин в конце XVIII века из швейцарского Зильса и в 1796 году основали кондитерскую, их «Кафе Йости» появилось не позднее 1812 года, сначала у бывшего Городского дворца, а с 1880 года — на Потсдамской площади. В «Кафе Йости» ещё по прежним адресам бывали деятели искусства: Генрих Гейне, Йозеф фон Эйхендорф и братья Гримм, позднее Теодор Фонтане и Адольф Менцель. В 1900 году семья Йости продала кафе вдове основателя «Кафе Бауэр». Новые владельцы провели его модернизацию, но сохранили прежнее имя.
В XX веке с ростом значения Потсдамской площади «Кафе Йости» также ожидала новая волна популярности популярности, оно стало местом встреч художников-экспрессионистов и представителей Новой вещественности. Поэт-экспрессионист Пауль Больдт увековечил вид, открывающийся из кафе, в опубликованном в 1912 году сонете «На террасе „Кафе Йости“».
В одном из самых известных романов времён Веймарской республики, книге для детей «Эмиль и сыщики» Эриха Кестнера в кафе «Йости» разворачивается один из главных эпизодов, а автор романа работал над ним в «Кафе Йости» в Вильмерсдорфе. Кафе «Йости» в начале 1920-х годов упомянул в своих воспоминаниях «Люди, годы, жизнь» о послевоенном Берлине И. Г. Эренбург: «мокка», которую по-прежнему подавали там в металлических кофейниках, была на вкус бурдой, а пирожные в то время делали из картошки. В марте 1930 года «Кафе Йости» переехало с Потсдамской площади на Фридрих-Эберт-штрассе. Здание на Потсдамской площади, где некогда размещалось кафе, было полностью разрушено во Вторую мировую войну. В одной из сцен фильма Вима Вендерса «Небо над Берлином» старик безуспешно пытается отыскать на послевоенной Потсдамской площади место, где когда-то было кафе Йости.
Историческое имя «Кафе Йости» с 2001 года носит ресторан в Sony Center на Потсдамской площади, популярный среди поклонников кино во время Берлинского кинофестиваля. В его интерьеры был вписан уцелевший во Вторую мировую войну зал для завтраков отеля «Эспланада».